# Lev Borisovič Psachis
Lev Borisovič Psachis (in russo Лев Борисович Псахис?; Krasnojarsk, 29 novembre 1958) è uno scacchista sovietico naturalizzato israeliano, Grande maestro.
Vinse due volte il campionato sovietico: 
- nel 1980 a Vilnius, alla pari con Oleksandr Beljavs'kyj
- nel 1981 a Frunze, alla pari con Garri Kasparov, che batté nell'incontro diretto

Tra gli altri risultati degli anni ottanta:
- 1981: vince a Sarajevo
- 1982: =2º al torneo zonale di Erevan
- 1983: vince il Capablanca Memorial di Cienfuegos. Medaglia d'oro individuale e di squadra al campionato europeo a squadre
- 1986: vince a Szirák
- 1988: vince a Trnava

Nel 1990 si trasferì in Israele e da allora gioca per tale paese in tutte le manifestazioni internazionali.
Vinse il campionato israeliano nel 1997 e 1999.
Ha partecipato con la nazionale israeliana a sette olimpiadi degli scacchi dal 1990 al 2002.
Altri risultati conseguiti giocando per Israele:
- 2002: vince l'open di Andorra
- 1999: medaglia d'oro individuale in prima scacchiera al campionato europeo a squadre

Lev Psachis fece da secondo e allenatore a diversi campioni, tra cui Garri Kasparov e Artur Jusupov (negli anni ottanta), Susan Polgár, Judit Polgár e Emil Sutovsky (negli anni novanta). Attualmente è, assieme a Boris Gelfand, il principale preparatore della nazionale scacchistica israeliana.
Psachis è un noto esperto della difesa francese, sulla quale ha scritto diversi libri:
- 1993: The Complete French, edizioni Batsford
- 2003/04: The French Defence in Four Volumes, edizioni Batsford
  - Vol. 1 - French Defence 3.Cd2 (Tarrasch)
  - Vol. 2 - French Defence: Advance and anti-French variations
  - Vol. 3 - French Defence: 3:Cc3 Ab4 (Winawer)
  - Vol. 4 - French Defence: Steinitz, Classical and other variations